# Monuments paleocristians de Ravenna

Els monuments paleocristians de Ravenna són un conjunt de vuit edificis d'aquesta ciutat que la UNESCO va inscriure com a Patrimoni de la Humanitat l'any 1996. Segons l'avaluació d'ICOMOS:
| «              | Els edificis paleocristians de Ravenna no tenen pas equivalent a la informació que donen sobre el desenvolupament i bescanvi artístic en aquest període altament significatiu per al desenvolupament cultural d'Europa. Constitueixen l'essència de l'arquitectura i l'art funerari religiós del segle vi. Els mosaics són del millor d'aquesta forma d'expressió que es troba a Europa. Són d'una gran importància a causa de la unió de les tècniques i els motius de l'Orient i Occident. | » |
| — ICOMOS, 1996 | |   |

Els monuments són els següents:
- Baptisteri Neonià (ca. 430)
- Mausoleu de Gal·la Placídia (ca. 430)
- Baptisteri Arrià (ca. 500)
- Capella Arquebisbal (ca. 500)
- Basílica de Sant Apol·linar el Nou (ca. 500)
- Mausoleu de Teodoric (520)
- Basílica de Sant Vidal (548)
- Basílica de Sant Apol·linar in Classe (549)

## Ravenna
Ravenna va ser la capital de l'Imperi Romà entre el 395 i el 751, és a dir, des de la mort de Teodosi I durant la invasió dels longobards. Es troba a la desembocadura del riu Bedesis (modern Ronco), que passava al costat de la ciutat, i a uns 5 km hi havia el port, que August va convertir en estació permanent de la flota a la mar Adriàtica i amplià de manera que podia allotjar fins a 250 vaixells de guerra. Aquest port, que va créixer considerablement durant l'imperi, fou anomenat Portus Classis. Ravenna fou capital de l'exarcat durant tres segles.
El bisbat i després arquebisbat de Ravenna es va fundar, segons la tradició, a la meitat del segle i, però probablement fou a finals del segle ii o començaments del segle iii. Amb el pas de la seu bisbal de Classe a Ravenna a la fi del segle iv es va començar a construir una nova catedral coneguda com a Ursiana, pel nom del seu fundador, el bisbe Ursus, mort cap al 396, de la qual sobreviuen algunes restes incloses en l'actual catedral de Ravenna i en l'antic museu arquebisbal.

## Context històric
Flavi Honori va rebre l'Imperi Romà d'Occident -amb només nou anys- a la mort del seu pare, Teodosi I el Gran (395), mentre que el seu germà Arcadi fou nomenat emperador de l'Imperi Romà de l'Orient. La capital estava situada a Milà, on va residir Honori amb el seu tutor, el general Estilicó, però davant l'amenaça dels visigots dirigits per Alaric I, la cort es traslladà a Ravenna cap a l'any 402-404, que presentava més seguretat que Milà, ja que tenia una sèrie d'aiguamolls que envoltaven la ciutat i la feien més inexpugnable. Amb la mort d'Honori el 423, la seva germanastra Gal·la Placídia va passar a ser regent i governà en nom del seu fill, menor d'edat, Valentinià III, fins al 433. En aquestes dates continuà la transformació de la capital de Ravenna a ciutat cristiana, un procés que ja havia començat a l'època d'Honori. Dels edificis realitzats durant aquesta època s'ha conservat el mausoleu edificat per a Gal·la Placídia i el Baptisteri Neonià o dels ortodoxos, que va ser construït pel bisbe Ursus a la fi del segle iv o principis del segle v, com a part de la seva gran basílica (destruïda el 1734). El baptisteri fou conclòs pel bisbe Neó a la fi del segle v.
Respecte a les construccions, després d'aquesta època d'Honori i Gal·la, segueix un temps de calma, a causa de la irrupció dels pobles bàrbars germànics, i temps de lluites amb Odoacre del poble dels hèruls. El 493 Odoacre acceptà l'entrada dels ostrogots a Ravenna amb la condició d'un govern conjunt entre ell i l'ostrogot Teodoric el Gran; el tractat fou confirmat sota jurament, però al cap de pocs dies Odoacre fou assassinat en un banquet, sens dubte per ordre de Teodoric. Teodoric governà Itàlia durant 33 anys fins a la seva mort, el 526. Ravenna va recobrar una nova era d'esplendor, amb l'Imperi Romà d'Occident desaparegut a partir del regnat de l'ostrogot Teodoric el Gran i els seus successors, també la mantingueren com a capital, oficialment dependent de l'Imperi Romà d'Orient a Constantinoble. A més a més de la seva activitat política, Teodoric elaborà grans plans constructius durant el seu regnat, com el seu palau —en l'actualitat només en queden petites restes, a més a més d'una representació en mosaic. Entre els edificis aixecats en aquesta mateixa època es troba la Capella Arquebisbal, construïda com a oratori privat dels arquebisbes, també el més sobresortint són els mosaics que recobreixen les parets interiors. El mausoleu de Teodoric, que va fer construir per a la seva sepultura cap a l'any 520, és un dels edificis funeraris més importants dels ostrogots a la ciutat, imitant els grans mausoleus imperials de Roma. La Basílica de Sant Apol·linar el Nou fou construïda el 506 com una església de culte arrià i amb funcions de capella palatina. Al costat de la catedral va edificar el Baptisteri Arrià de planta octogonal i amb una gran riquesa de mosaics.
L'emperador Justinià I (527-565) destacà pel seu ambiciós projecte de reconstitució de l'Imperi Romà amb una base ideològica vertebradora cristiana, fou el protagonista del període de màxima esplendor de l'Imperi Romà d'Orient. Els generals de Justinià envaïren la península Itàlica, amb una gran resistència per part dels ostrogots. L'any 540, el general romà d'Orient Belisari reconquerí la ciutat per a l'imperi, que tornà a mans ostrogodes i fou reconquerida de nou per Narses el 552. Ravenna, al segle vi va esdevenir la segona capital de l'imperi i era governada per l'exarca. L'arribada dels longobards a la regió exigí una reorganització del territori per tal de donar-li més fortalesa, i sota el govern de l'emperador romà d'Orient Maurici es creà l'Exarcat de Ravenna l'any 584. Sota el regnat de Justinià es desenvolupà una colossal activitat constructiva, emulant la dels grans emperadors romans del passat. L'art romà d'Orient va assolir la seva maduresa amb la unió d'elements grecs, llatins, orientals i cristians. Els principals trets dels temples romans d'Orient són: planta central, voltes de pedra o maó, cúpules normalment recolzades sobre petxines, finestres geminades i, finalment, els principals murs coberts de mosaics i pintures al fresc amb gran riquesa de simbologia i de figures hieràtiques. L'escultura va tenir poc desenvolupament, encara que a l'interior dels edificis s'hi van realitzar capitells tallats en formes cúbiques o piramidals. La basílica consagrada a Sant Vidal és la més rica de totes les que van erigir els romans d'Orient a Ravenna, tot i que el temple va ser començat l'any 527 sota el patrocini de l'arquebisbe Eclesius (522-532), quan Ravenna encara pertanyia als ostrogots. Després de la conquesta romana d'Orient, es va decidir que seria el temple oficial del governador de la regió occidental de l'imperi l'anomenat Exarcat de Ravenna. La seva consagració va tenir lloc l'any 547. A l'any següent, el bisbe Maximià consagrà la Basílica de Sant Apol·linar in Classe situada al port històric de la ciutat i finançada sota el mecenatge del banquer Giuliano Argentari.
- Mosaic del segle vi on es mostra Jesús
- Mausoleu de Teodoric
- Baptisteri Arrià
- Tomba de Dant, una estructura neoclàssica de Camillo Morigia, 1780
- Mausoleu de Gal·la Placídia
- Mosaic del Palau de Teodoric
- Basílica de Sant Vidal